# Људмил Хауптман
Људмил Хауптман (Грац, 5. фебруар 1884 – Загреб, 19. април 1968) био је словеначки историчар, предавач и академик.
Матурирао је у Грацу 1902. Потом је на тамошњем универзитету студирао историју и географију. Студије с професорским испитом завршио је 1908. Од 1906. био је гимназијски професор у Грацу, од 1911. у Фирстенфелду а од 1913. у Бечу. После распада Двојне монархије дошао је у Љубљану, где је био професор у реалној гимназији. Године 1920. именован је за ванредног, а 1921. за редовног професора историје средњег века и старије словеначке историје на Филозофском факултету у Љубљани. У периоду 1924-25. био је декан поменутог факултета. Године 1926. године је постао професор опште историје средњег века на Филозофском факултету у Загребу.
Године 1926. је постао члан Југословенске академије знаности и умјетности, а маја 1940. дописни члан Словеначке академије наука и уметности.